# Afroxanthodynerus nigeriensis
Afroxanthodynerus nigeriensis är en stekelart som beskrevs av Giordani Soika 1979. Afroxanthodynerus nigeriensis ingår i släktet Afroxanthodynerus och familjen Eumenidae. Inga underarter finns listade i Catalogue of Life.